# 显脉香茶菜
显脉香茶菜（学名：Isodon nervosus），又名蓝花柴胡，唇形科香茶菜属下的一个种，多年生直立草本。叶子较狭、针形。主要生长于山坡、路边。中国东部省份有分布。全草入药，清热利湿，可解毒。以茎叶入药可用于治疗急性黄疸型肝炎，以及毒蛇咬伤。